# Kaya
Катарина Остојић (Титово Ужице, 11. септембар 1983), позната као Kaya (транскр.  Каја), српска је певачица и текстописац. Дебитантски студијски албум Незнанка је издала 2006, док је већу популарност остварила након учешћа у другој VIP сезони ријалити-такмичења Велики Брат (2008).

## Биографија
Завршила је гимназију и нижу музичку школу, одсек клавир. Као девојчица истицала се на свим градским приредбама као велики певачки таленат. Њен први студијски снимак настао је када је имала 11 година, снимивши песму "Губим" са градским ДЈ-ем Ристаном.
Са својих 13 година упознаје градског гитаристу Мићу Каубоја са којим кратко време води шоу на радију "Талија", базиран на живој свирци стране евергрин музике, контакт програма и приче о истој. Са 15 година, Каја се пријављује за 1. циклус тада веома популарног квиза "3К дур". Помало деморалисана, напушта хип хоп бенд и сели се са родитељима у Нови Сад и тамо завршава гимназију. Као веома млада, са својих 19 година удаје се и добија ћерку Николину. Убрзо се разводи и посвећује се својој кћери. У јулу 2004. се појављује на фестивалу "Сунчане Скале" у Херцег Новом и осваја 6. место на вечери нових звезда. Сарадници на првом соло албуму су аранжер и музички продуцент Драган Ковачевић Струја, текстописци Биљана Вујовић и Биљана Спасић, композитори Хусеин Алијевић — Хуса Бит Стрит (Beat Street) и Мирко Цајић, али већину композиција и један текст урадила је сама Каја. У јулу 2006. завршава албум "Незнанка" и уз помоћ великог естрадног мага Зорана Башановић издаје га за Сити Рекордс. 2007. године обнавља сарадњу са естрадним менаџером Дулетом Бањцо, учествује на Будванском фестивалу и осваја пето место са песмом "Промаја". 2008. године учествује у ријалити-шоуу "ВИП Велики брат" после којег постаје још популарнија по свом гласу и лепоти. Објављује сингл "Лепа, а сама" који постаје прекретница у њеној каријери. Поново се појављује на Будванском фестивалу са песмом колеге Данијела Алибабића "Слепа улица". Исте године учествује на Радијском фестивалу са дуетском песмом "Кад затребаш ми ти" коју изводи са Банетом Лалићем. 2009. године наступала је на Беовизији са групом "ОТ Бенд" песмом "Благослов за крај" где су освојили друго место. Те године се удаје за кошаркаша Уроша Дувњака. 2010. године избацује два сингла "Мазохиста" и "Пусти да те преболим". Због велике удаљености и све бројнијих обавеза њих двоје се удаљују једно од другог и на крају разводе. 2011. године започиње везу са светски познатим ДЈ Јуниор Џеком, са којим почиње и пословну сарадњу. На позив колеге Шварца снима дуетску песму "Ни на, на, на" која је скроз у ретро маниру. Крајем године избацује сингл "Хтела бих" са којим постиже огроман успех. Почетком 2012. године снима дует са Нешом 100% "Љубав не постоји" и приводи крају нову песму коју је снимила на енглеском језику, продуцент јој је Џуниор Џек, а намењена је иностраном тржишту. Након дуге паузе, почетком 2016. године избацује песму "У заседи".

## Дискографија

### Албуми
- Незнанка (2006)

### Синглови
- Јави се (са Роберто Ди) (2003)
- Зашто твој телефон шути (са Роберто Ди) (2003)
- Зашто то, како то (са Рејн) (2005)
- Немој да ме зовеш љубави (2006)
- Промаја (2007)
- Кад затребаш ми ти (са Банетом МВП) (2008)
- Лепа, а сама (2008)
- Благослов за крај (дует са ОТ бендом) (2009) Беовизија 2009.
- Срце плаче ( са Аднаном Бабајићем) (2010)
- Мазохиста (2010)
- Пусти да те преболим (2010)
- Ни на, на, на (дует са Шварцом) (2011)
- Хтела бих (2011)
- Љубав не постоји (дует са  Ненадом Цвијетићем - Нешом 100%) (2012)
- Бројиш до 100 ( са Дадом Глишићем) (2013)
- Диско бол ( са Крејгом Дејвидом) (2013)
- У заседи (2016)
- Не можеш са седиш са нама (дует са Мими Мерцедез) (2016)
- Она некад (2017)
- Љубав преко интернета (2017)
- Ми чика (са Тозла) (2019)
- Директоре (2023)

#### Видео-спотови
| Спот                      | Година | Режисер                 |
| ------------------------- | ------ | ----------------------- |
| Немој да ме зовеш љубави  | 2007   | Дејан Милићевић         |
| Промаја                   | 2007   | Дејан Милићевић         |
| Лепа, а сама              | 2008   | Дејан Милићевић         |
| Мазохиста                 | 2010   | DM SAT PRODUCTION VIDEO |
| Хтела бих                 | 2011   | MIIMAYA video           |
| Ни на, на, на             | 2011   |                         |
| Љубав не постоји          | 2012   | Дејан Милићевић         |
| Бројиш до 100             | 2013   | Дако Глишић             |
| У заседи                  | 2016   | Дејан Милићевић         |
| Не можеш са седиш са нама | 2016   | BFOĐ                    |
| Она некад                 | 2017   | E-Digita                |
| Љубав преко интернета     | 2017   | Tropical Lifeisfun      |
| IF                        | 2019   | Alex O'Shea             |
| Mi Chica                  | 2019   | EasyShave.Media         |
| Плагијат                  | 2019   |                         |
| Нисам ти ја она           | 2022   | Марко Арсић             |
| Директоре                 | 2023   | Марко Арсић             |
| Минут пре љубави          | 2024   | Ведад Јашаревић         |
| Немој да ме нервираш      | 2024   | Visual Infinity         |
| Ко ми је крив             | 2025   |                         |
| Летње тело спремно        | 2025   | Oneya                   |